# Glamourama
Glamourama är den första webb-TV-serien som enbart sänts på TV3 Play. I serien får man följa Michaela Forni som är moderedaktör på Nöjesguiden, Anna Hibbs som är nattklubbschef på White Room och Petra Tungården som är chefredaktör på Bubbleroom. Under första dygnet hade tv-serien 50 000 visningar, och vid säsongsavslutningen hade den haft över två miljoner visningar..
Ett nytt avsnitt har lagts upp på TV3 Play varje måndag, onsdag och fredag klockan 18.00. Första avsnitt lades upp 8 februari 2010 och varje avsnitt är 15 minuter långt. Avsnitten visades sen i efterhand på TV3 under augusti 2010.  Den 4 april 2011 startar serien sin andra säsong.